# 325.ª Divisão de Infantaria (Alemanha)
A 325ª Divisão de Infantaria (em alemão:325. Infanterie-Division) foi uma unidade militar que serviu no Exército alemão durante a Segunda Guerra Mundial.

## Comandantes
| Comandante                 | Data                                   |
| -------------------------- | -------------------------------------- |
| Generalleutnant Schaumberg | ? de março de 1945 - 8 de maio de 1945 |

## Área de operações
| Dinamarca & Alemanha | março de 1945 - maio de 1945 |